# Oakley Hall (romancista)
Oakley Maxwell Hall (1 de julho de 1920 - 12 de maio de 2008) foi um romancista americano. Ele nasceu em San Diego, Califórnia, formou-se na Universidade da Califórnia em Berkeley, e serviu nos fuzileiros navais durante a Segunda Guerra Mundial. Alguns de seus mistérios foram publicados sob os pseudônimos "OM Hall" e "Jason Manor". Hall recebeu seu Master of Fine Arts em inglês no Iowa Writers' Workshop na Universidade de Iowa.

## Carreira
Seus livros se concentram principalmente no oeste histórico americano. Seu livro mais famoso, Warlock, foi finalista do Prêmio Pulitzer de Ficção em 1958. A adaptação cinematográfica homônima, dirigida por Edward Dmytryk, estrelou Henry Fonda, Richard Widmark e Anthony Quinn. Na introdução de Thomas Pynchon a Been Down So Long It Looks Like Up to Me, de Richard Fariña, Pynchon afirmou que ele e Fariña começaram um "micro-culto" em torno de Warlock. Outro romance, The Downhill Racers, foi transformado em um filme estrelado por Robert Redford em 1969.
Após a morte de Wallace Stegner, Hall foi considerado o reitor dos escritores da Costa Oeste, tendo apoiado as carreiras iniciais de romancistas como Richard Ford e Michael Chabon, ambos graduados do conhecido programa de redação da Universidade da Califórnia em Irvine, onde Hall lecionou por muitos anos, e Amy Tan, sua aluna da Comunidade de Escritores em Squaw Valley. Os colegas de Hall em Irvine incluíam o poeta vencedor do Prêmio Pulitzer e também graduado em Iowa, Charles Wright, e o poeta e acadêmico vitoriano Robert Peters. San Diego - e o antigo bairro de Mission Hills em San Diego - servem como pontos focais de dois romances, Corpus of Joe Bailey e Love & War in California.
Oakley Hall casou-se com Barbara Edinger Hall, uma fotógrafa profissional, em 1944, e eles foram casados por 64 anos. Eles tiveram quatro filhos: Brett Hall Jones, diretor da Comunidade de Escritores em Squaw Valley, a conferência de escritores que Oakley Hall ajudou a fundar em 1969; Sands Hall, professor, ator, diretor e romancista (Catching Heaven, 2000, e Tools of the Writer's Craft, 2005); Tracy, uma professora; e Oakley "Tad" Hall III, autor da peça Grinder's Stand, cuja trágica queda de uma ponte e os danos cerebrais sofridos nessa queda estão documentados no filme de Bill Rose, The Loss of Nameless Things.
Hall morreu em 12 de maio de 2008, em Nevada City, Califórnia. Entre suas muitas honras estão os prêmios pelo conjunto da obra do PEN American Center e do Cowboy Hall of Fame.

### Western
- Warlock (Legends West, 1958)
- The Adelita (1975)
- The Bad Lands (Legends West, 1978)
- The Children of the Sun (1983)
- The Coming of the Kid (1985)
- Apaches (Legends West, 1986)

### Série Ambrose Bierce
- Ambrose Bierce and the Queen of Spades (1998)
- Ambrose Bierce and the Death of Kings (2001)
- Ambrose Bierce and the One-Eyed Jacks (2003)
- Ambrose Bierce and the Trey of Pearls (2004)
- Ambrose Bierce and the Ace of Shoots (2005)

### Outros romances
- Murder City (como O.M. Hall, 1949)
- So Many Doors (1950)
- Corpus of Joe Bailey (1953)
- Too Dead to Run as Jason Manor (1953)
- The Red Jaguar as Jason Manor (1954)
- The Pawns of Fear as Jason Manor (1955)
- Mardios Beach (1955)
- The Tramplers as Jason Manor (1956)
- The Downhill Racers (1963)
- The Pleasure Garden (1966)
- A Game for Eagles (1970)
- Report from Beau Harbor (1971)
- Lullaby (1982)
- Separations (1997)
- Love and War in California (2007)

### Não-ficção
- The Art and Craft of Novel Writing (1995)
- How Fiction Works (2000)